# سوفیا کانتوره
سوفیا کانتوره (انگلیسی: Sofia Cantore؛ زادهٔ ۳۰ سپتامبر ۱۹۹۹) بازیکن فوتبال اهل ایتالیا است.
وی همچنین در تیم‌های ملی فوتبال زنان ایتالیا، Italy women's national under-19 football team، و Italy women's national under-17 football team بازی کرده‌است.